# 羊山戰鬥
羊山戰鬥發生於1928年4月11日－4月16日，交戰地點則是在中國魯南，是中華民國北洋政府時期的戰鬥之一。羊山戰鬥的交戰雙方，一方為國民革命軍，另一方北洋支持孫傳芳的直系魯軍。交戰過後，魯軍羊山據點遭奪。

## 參看
- 中華民國北洋政府時期內戰戰鬥列表